# Chew on My Heart
Chew on My Heart is een nummer van de Britse singer-songwriter James Bay uit 2020. Het is de eerste single van zijn aankomende derde studioalbum.
Het nummer gaat over Bay's vriendin, met wie de zanger al 13 jaar samen is. "Het is een heel specifiek moment voor mij, dat ik na een reis thuiskom en moe en jetlagged ben, maar ik opeens heel veel energie krijg als ik weet dat ik mijn armen weer om haar heen kan slaan", vertelde Bay bij Jan-Willem Roodbeen op NPO Radio 2. Het nummer werd alleen in het Nederlandse taalgebied een bescheiden hitje, met een 33e positie in de Nederlandse Top 40 en een 46e positie in de Vlaamse Ultratop 50.